# Farnum Village
Farnum Village es una villa de Trinidad y Tobago, que forma parte de la región de Couva-Tabaquite-Talparo.

## Geografía
La villa abarca parte de la isla Trinidad y limita al norte con Guaracara, al sur con Piparo al este con Guaracara y Piparo y al oeste con Riversdale.

## Demografía
Datos demográficos de la villa de Farnum Village:
| Gráfica de evolución demográfica de Farnum Village entre 2000 y 2011 |
|                                                                      |